# كن تاه
كن تاه أوCần Thơ ()هي خامس أكبر مدينة في فيتنام، وأكبر مدينة في دلتا ميكونغ.
وتجدر الإشارة إلى السوق العائمة، وصنع ورقة الأرز في القرية، والقنوات الريفية الخلابة. كان عدد سكانها من 1.2 مليون وذلك اعتبارا من 2011, ويقع على الضفة الجنوبية من نهر هاو، وهو فرع من نهر ميكونغ. في عام 2007، توفي نحو 50 شخصا عندما انهار جسر كان ثو، مما تسبب في أسوأ كارثة هندسة في فيتنام. في عام 2011، فتح مطار كن تاه الدولي. اسم كان ثو هو شكل من تقصير كام ثي جيانج، ومعناه «نهر من القصائد». يلقب في المدينة «عاصمة غربية» ( تاي دو)، ويقع على بعد 169 كم من مدينة هو تشي مينه. يمكن مناخ كان ثو الاستوائي والموسمي مع موسمين: الأمطار، من مايو حتي نوفمبر؛ وجاف، من ديسمبر إلى أبريل. معدل الرطوبة النسبية السنوية هو 83٪، وهطول الأمطار 1,635 ملم ودرجة الحرارة 27 درجة مئوية.

## المناخ
يظهر الجدول التالي التغييرات المناخية على مدار السنة لكن تاه:
| البيانات المناخية لـكن تاه                                    | البيانات المناخية لـكن تاه | البيانات المناخية لـكن تاه | البيانات المناخية لـكن تاه | البيانات المناخية لـكن تاه | البيانات المناخية لـكن تاه | البيانات المناخية لـكن تاه | البيانات المناخية لـكن تاه | البيانات المناخية لـكن تاه | البيانات المناخية لـكن تاه | البيانات المناخية لـكن تاه | البيانات المناخية لـكن تاه | البيانات المناخية لـكن تاه | البيانات المناخية لـكن تاه |
| الشهر                                                         | يناير                      | فبراير                     | مارس                       | أبريل                      | مايو                       | يونيو                      | يوليو                      | أغسطس                      | سبتمبر                     | أكتوبر                     | نوفمبر                     | ديسمبر                     | المعدل السنوي              |
| ------------------------------------------------------------- | -------------------------- | -------------------------- | -------------------------- | -------------------------- | -------------------------- | -------------------------- | -------------------------- | -------------------------- | -------------------------- | -------------------------- | -------------------------- | -------------------------- | -------------------------- |
| الدرجة القصوى °م (°ف)                                         | 34.2 (93.6)                | 35.2 (95.4)                | 38.5 (101.3)               | 40.0 (104.0)               | 38.3 (100.9)               | 37.3 (99.1)                | 36.8 (98.2)                | 35.5 (95.9)                | 34.8 (94.6)                | 35.8 (96.4)                | 34.2 (93.6)                | 34.0 (93.2)                | 40.0 (104.0)               |
| متوسط درجة الحرارة الكبرى °م (°ف)                             | 30.0 (86.0)                | 30.9 (87.6)                | 32.5 (90.5)                | 33.4 (92.1)                | 32.9 (91.2)                | 31.6 (88.9)                | 31.1 (88.0)                | 30.7 (87.3)                | 30.7 (87.3)                | 30.5 (86.9)                | 30.2 (86.4)                | 29.3 (84.7)                | 31.1 (88.0)                |
| المتوسط اليومي °م (°ف)                                        | 25.2 (77.4)                | 25.9 (78.6)                | 27.1 (80.8)                | 28.3 (82.9)                | 27.7 (81.9)                | 27.0 (80.6)                | 26.7 (80.1)                | 26.6 (79.9)                | 26.6 (79.9)                | 26.7 (80.1)                | 26.6 (79.9)                | 25.4 (77.7)                | 26.6 (79.9)                |
| متوسط درجة الحرارة الصغرى °م (°ف)                             | 22.1 (71.8)                | 22.6 (72.7)                | 23.7 (74.7)                | 24.9 (76.8)                | 25.0 (77.0)                | 24.5 (76.1)                | 24.3 (75.7)                | 24.2 (75.6)                | 24.3 (75.7)                | 24.3 (75.7)                | 24.1 (75.4)                | 22.6 (72.7)                | 23.9 (75.0)                |
| أدنى درجة حرارة °م (°ف)                                       | 14.8 (58.6)                | 17.3 (63.1)                | 17.5 (63.5)                | 19.2 (66.6)                | 18.7 (65.7)                | 19.0 (66.2)                | 19.5 (67.1)                | 19.7 (67.5)                | 17.8 (64.0)                | 18.7 (65.7)                | 17.5 (63.5)                | 16.5 (61.7)                | 14.8 (58.6)                |
| معدل هطول الأمطار مم (إنش)                                    | 9 (0.4)                    | 2 (0.1)                    | 8 (0.3)                    | 40 (1.6)                   | 177 (7.0)                  | 218 (8.6)                  | 228 (9.0)                  | 240 (9.4)                  | 261 (10.3)                 | 321 (12.6)                 | 133 (5.2)                  | 38 (1.5)                   | 1٬674 (65.9)               |
| متوسط الأيام الممطرة                                          | 1.8                        | 0.7                        | 1.7                        | 5.6                        | 16.1                       | 20.5                       | 21.7                       | 22.3                       | 22.9                       | 22.2                       | 14.2                       | 6.3                        | 155.8                      |
| متوسط الرطوبة النسبية (%)                                     | 81.6                       | 80.1                       | 78.3                       | 79.3                       | 84.3                       | 87.0                       | 86.7                       | 87.5                       | 87.9                       | 87.1                       | 84.9                       | 82.8                       | 84.0                       |
| ساعات سطوع الشمس الشهرية                                      | 257                        | 246                        | 287                        | 262                        | 212                        | 176                        | 181                        | 175                        | 164                        | 177                        | 195                        | 228                        | 2٬561                      |
| المصدر: Vietnam Institute for Building Science and Technology |                            |                            |                            |                            |                            |                            |                            |                            |                            |                            |                            |                            |                            |

## معرض صور

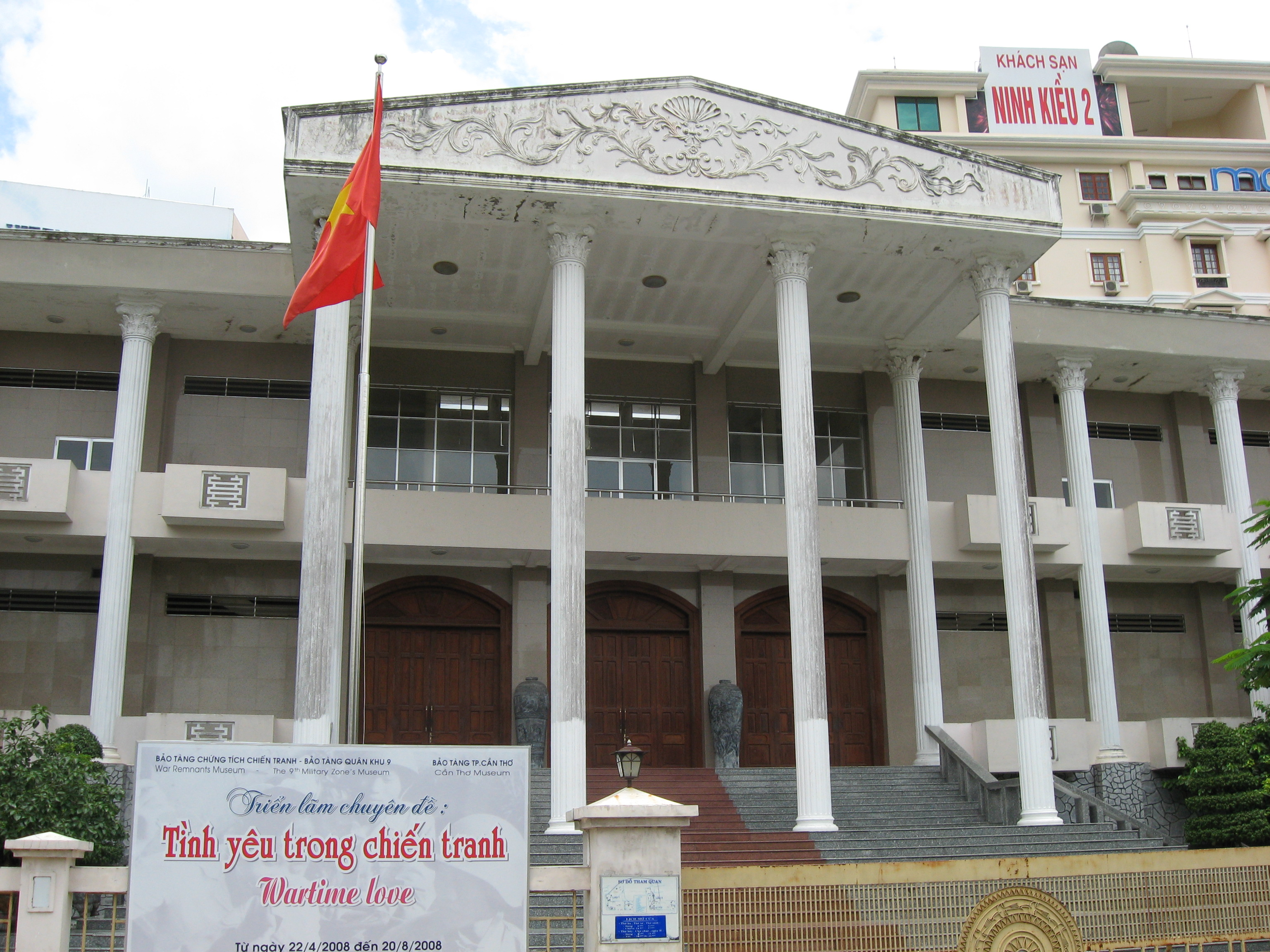
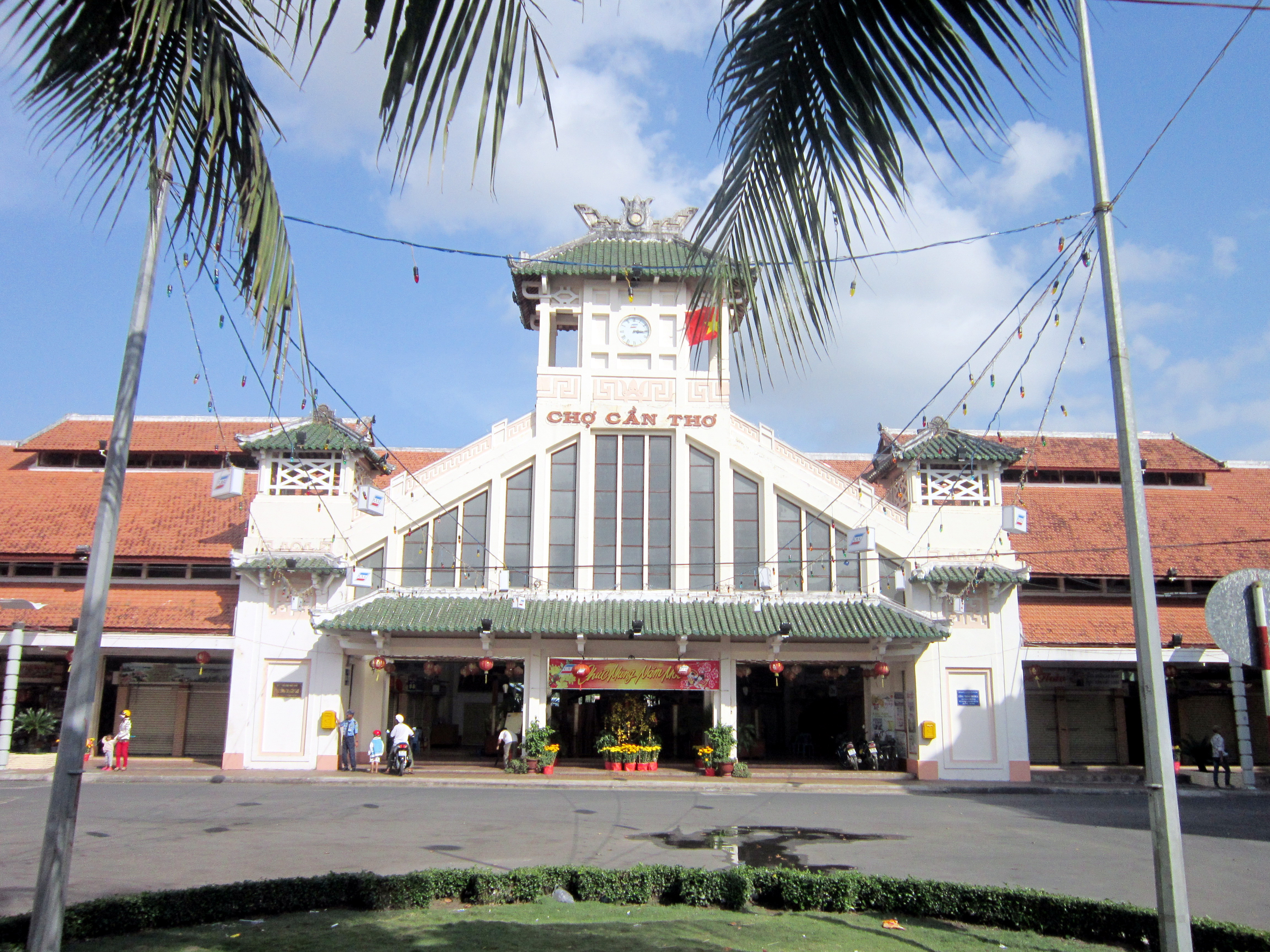
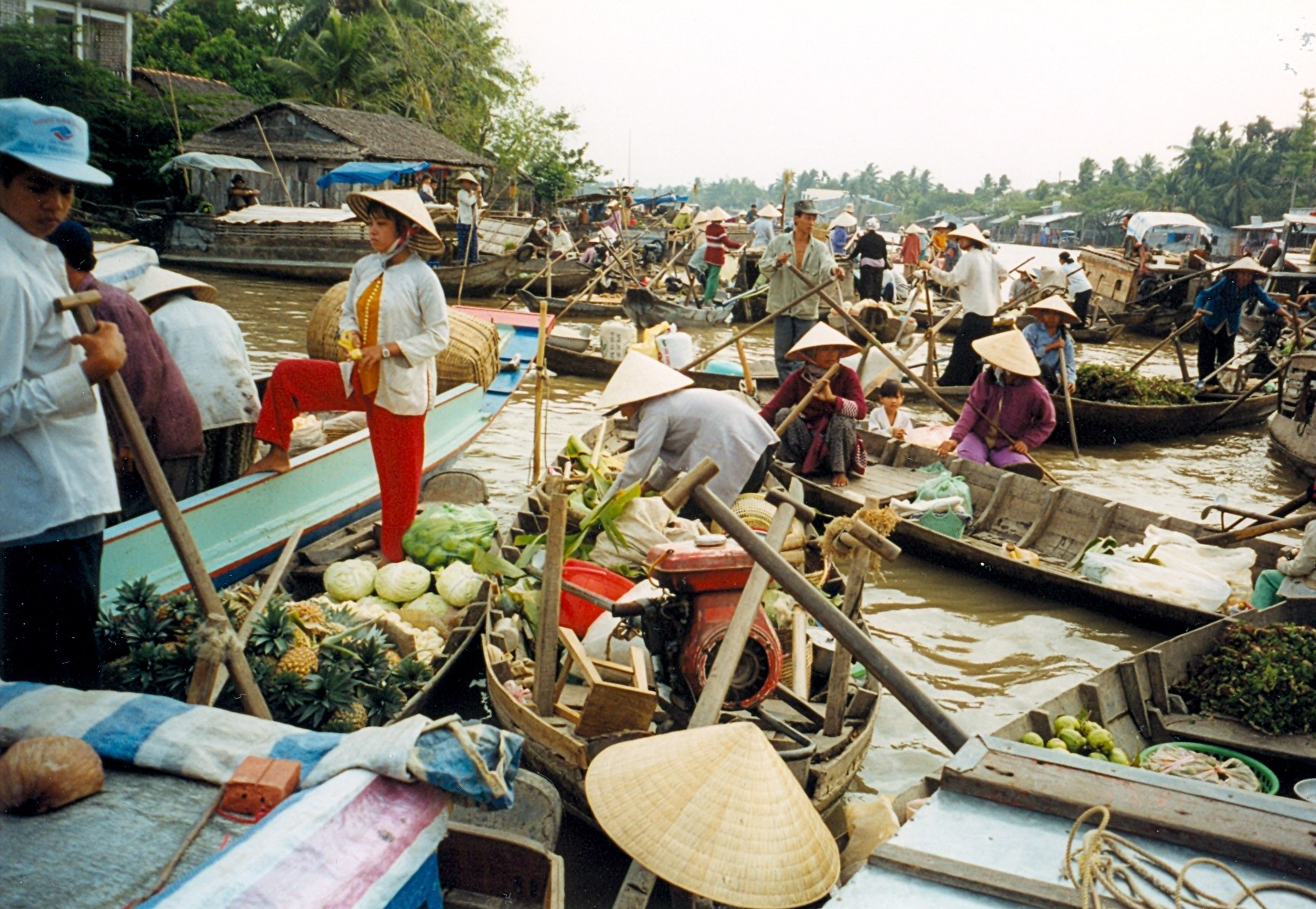
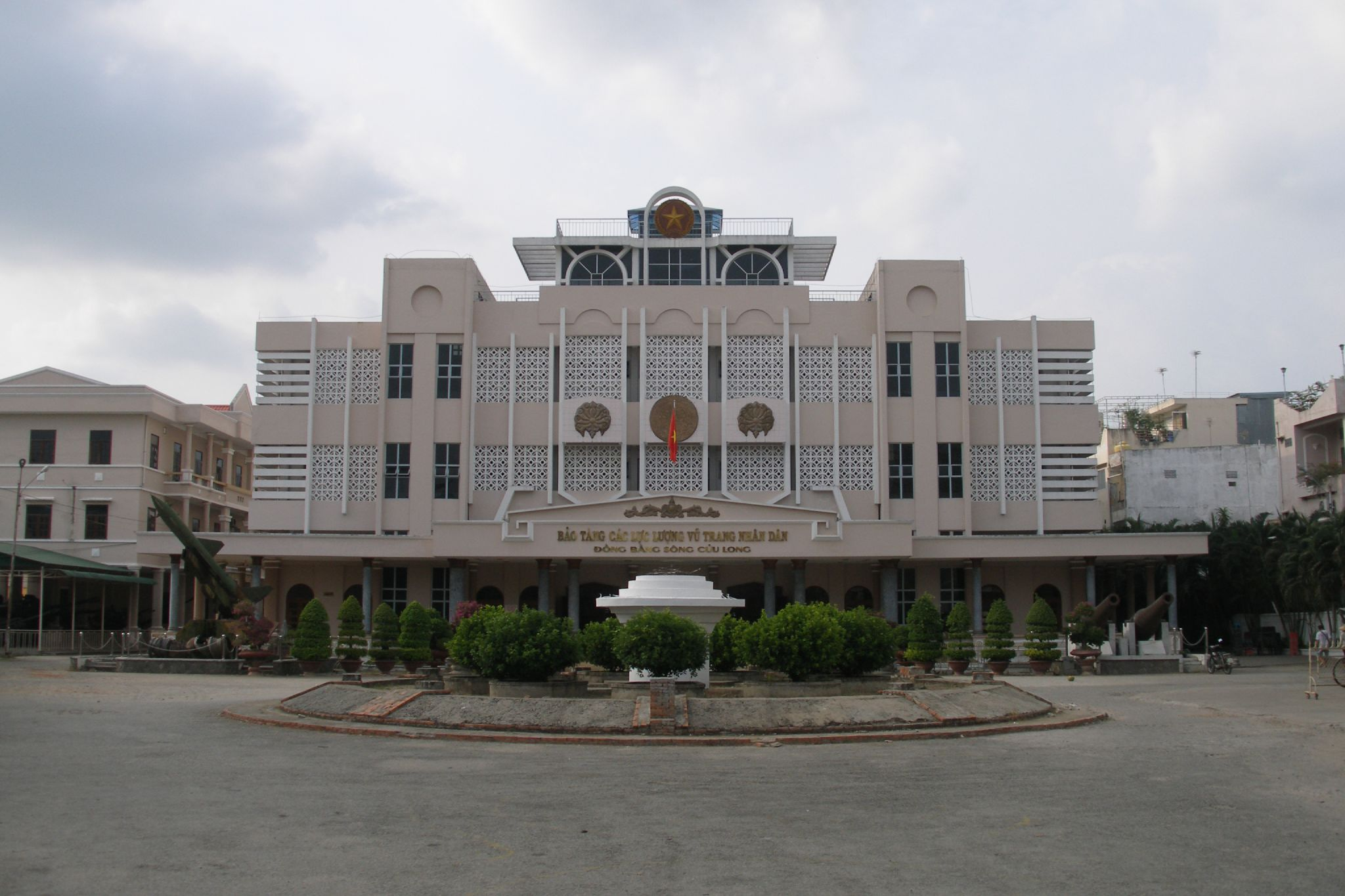
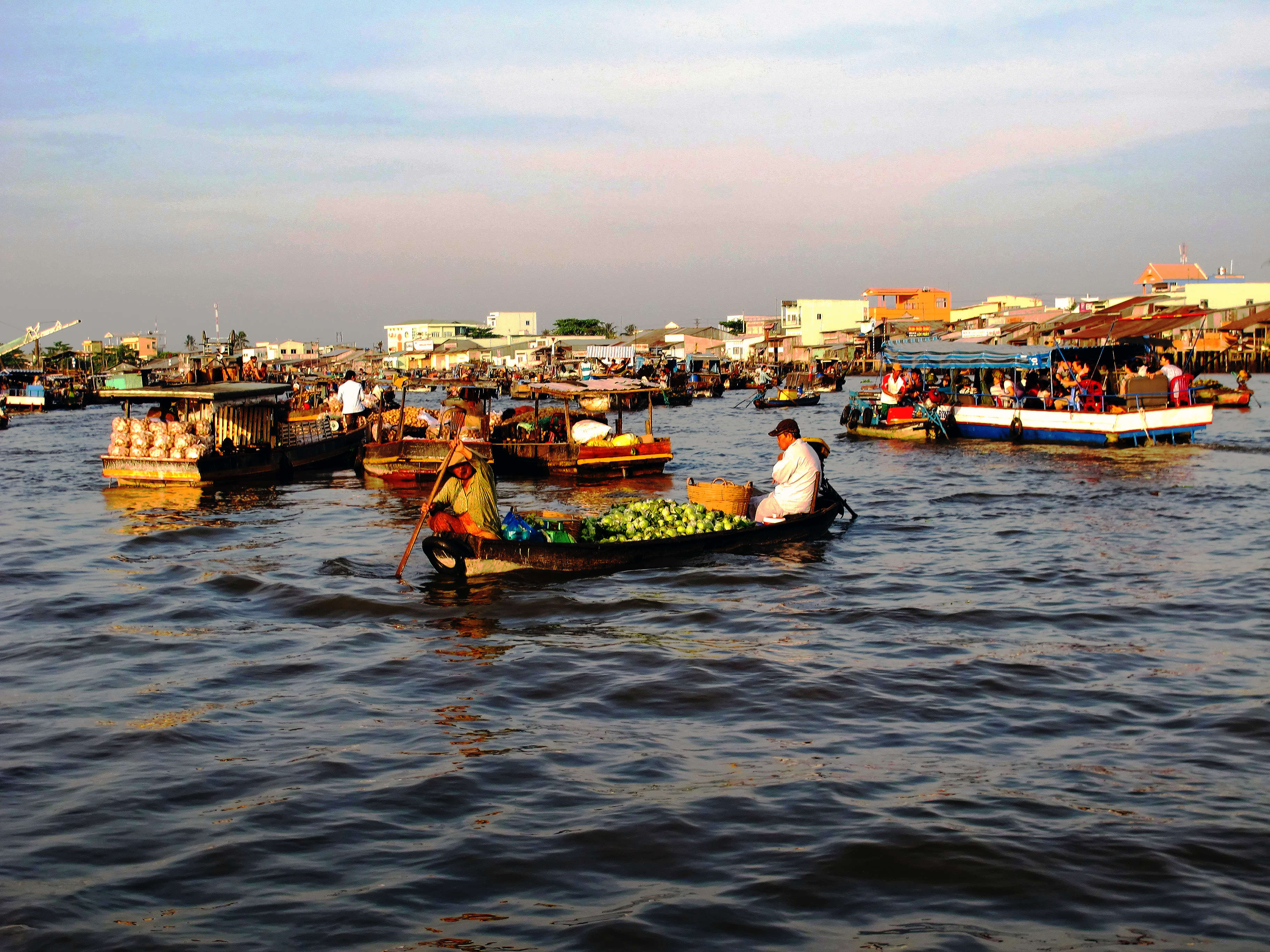

## توأمة
لكن تاه اتفاقيات توأمة مع:
- كابوشفار

## أعلام
- هنري بييغي
- لانا كوندور